# SN 2001cv
SN 2001cv – supernowa typu Ia odkryta 20 maja 2001 roku w galaktyce A132534+2737. W momencie odkrycia miała maksymalną jasność 24,10m.